# الطاحونة (فلم 2023)
الطاحونة The Mill هو فيلم إثارة وخيال علمي أمريكي صدر عام 2023، من إخراج شون كينغ أوغرادي وكتابة جيفري ديفيد توماس. من بطولة ليل ريل هاوري، بات هيلي، كارين أوبيلوم، وباتريك فيشلر. بدأ عرضه على منصة Hulu في 9 أكتوبر 2023.

## القصة
يستيقظ "جو"، موظف في شركة مولارد كوربوريشن، في فناء غريب دون أن يتذكر كيف وصل إلى هناك. أثناء بحثه عن المساعدة، يسمع صوت سجين آخر يوضح له بعض — وليس كل — تفاصيل وضع السجناء الذين يُطلق عليهم "الموظفون". أي محاولة للهروب أو لطلب النجدة أثناء تسليم الطعام تؤدي إلى عزلة إضافية.
المهمة الأساسية لـ "جو" وباقي "الموظفين" هي دفع حجر طاحونة ثقيل يوميًا لتحقيق حصة إنتاج محددة. الفشل في تحقيق الهدف يعرضهم لعواقب صارمة.
مع مرور الوقت، تتآكل قوى "جو" الجسدية والنفسية تحت ضغط المهام والهلوسات المقلقة، لكنه يبقى مصممًا على العودة إلى زوجته الحامل "كيت". في النهاية، يواجه الذكاء الاصطناعي الشرير الذي يدير التجربة، ويتوسل إليه لينال حريته ويعود لعائلته. وعندما يشعر الذكاء الاصطناعي بالتهديد، يوافق على طلبه.
يتبين لاحقًا أن "جو" كان داخل محاكاة واقع معزز، كجزء من تدريب صارم لدى شركة مولارد. وبعد خروجه وضمان تواصله مع زوجته، يبدأ "جو" في التخطيط لكشف فساد الشركة وفضح ممارساتها.